# Гамбурд, Моисей Ефимович
Моисе́й Ефи́мович Га́мбурд (до 1940 года известен как Макс Га́мбурд, рум. Max (Moisei) Gamburd; 6 октября 1903, Кишинёв, Бессарабская губерния — 14 июля 1954, там же) — бессарабский и молдавский живописец.

## Биография
Моисей (или Моня) Ефимович Гамбурд родился в 1903 году в Кишинёве в семье виноградаря Хаима Гамбурда. Родители будущего художника владели виноградником в районе села Ниморены близ местечка Калараш (ныне в Яловенском районе Молдавии) и занимались виноделием. Учился в гимназии и лицее имени М. Эминеску, затем в кишинёвской Высшей школе изобразительных искусств у художника Шнеера Когана и скульптора Александру Плэмэдялэ. В июне 1925 года сдал экзамен на бакалавриат в кишинёвском лицее для мальчиков № 2 им. М. Эминеску. В 1925—1930 годах проходил обучение в Брюссельской академии изящных искусств, после чего вернулся в Кишинёв.

Принимал участие в организованных Ш. Коганом салонах Общества изящных искусств Бессарабии (Societăţii de Arte Frumoase din Basarabia). Первая персональная выставка прошла в Кишинёве в 1934 году. До 1940 года был известен как Макс Гамбурд и жил главным образом в Бухаресте. 

Портрет Регины Зильбер (в девичестве Гольденберг) работы М. Гамбурда, 1939

## На фронтах Великой Отечественной войны
С началом Великой Отечественной войны — в действующей армии, в 1943 году переведён в Москву, где привлечён к работе эвакуированного правительства Молдавской ССР. Здесь же начинает работать над монументальным полотном «Проклятие», посвящённым трагедии военного времени (сейчас в Национальном художественном музее Республики Молдова). Родители художника погибли от рук румынских оккупантов в Молдавии.

## После войны
После возвращения из Москвы в 1944 году Гамбурд восстановил и возглавил в Кишинёве Союз художников Молдавии, в который тогда кроме Гамбурда вошли всего три художника. Преподавал в Кишинёвском художественном училище.

## Гибель
14 июля 1954 года, через несколько дней после своей персональной выставки в Кишинёве и будучи одним из самых влиятельных художников республики, неожиданно покончил с собой.

## Экспозиции
В 1990—2000-е годы в Молдавии было организовано несколько персональных экспозиций работ художника, в том числе в 2003 году — посвящённая столетию со дня его рождения. В этой выставке экспонировались также работы его жены — художницы Евгении Яковлевны Гамбурд (урожд. Гольденберг, 28 января 1913 — 26 марта 1956), автора эскизов костюмов к первой кинокартине Сергея Параджанова «Андриеш». 

Рисунок Регины Зильбер (Гольденберг) работы М. Гамбурда, 1939

## «Премия Моисея Гамбурда»
С 1999 года Академией Художеств Республики Молдова присуждается ежегодная «Премия Моисея Гамбурда» в области изобразительных искусств — лауреатами премии были график Исай Кырму (1999), художники Генадие Тычук (2000), Валентин Выртосу (2002) и Николае Коцофан (2004), искусствовед Людмила Анатольевна Тома (2004).

## Ученики
Среди учеников Моисея Гамбурда:
- Ада Зевина
- Михаил и Фира Греку.

Работы Гамбурда хранятся главным образом в Национальном художественном музее Республики Молдова.

## Семья
Дочь — Мириам Гамбурд (род. 1947) — израильский скульптор и график, прозаик; окончила факультет монументального искусства ленинградского Мухинского училища (1970), с 1977 года в Израиле.